# Metro d'Erevan

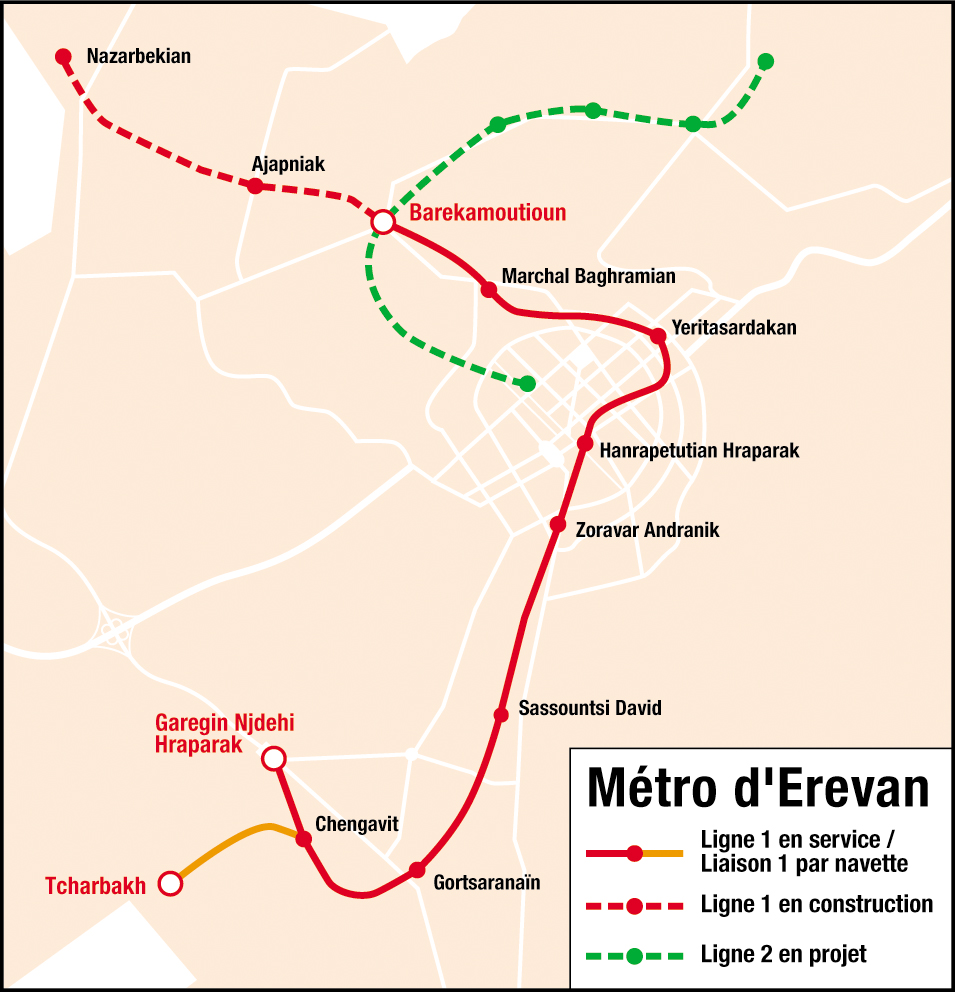
Mapa del metro d'Erevan.

El Metro d'Erevan (en armeni: Երեւանի մետրոպոլիտենi, Erevani metropoliten; rus: Ереванский Метрополитен, Erevanskiy Metropoliten) és un sistema de ferrocarril metropolità que dona servei a la ciutat d'Erevan, capital d'Armènia.

## Història
La primera línia de metro es va inaugurar el 7 de març de 1981, convertint-se en el vuitè sistema soviètic de metro. La primera etapa del projecte constava de quatre estacions i un traçat de 7,6 quilòmetres. Des de llavors, el sistema ha arribat a 12,1 quilòmetres, amb una xarxa de 10 estacions.
El treball d'enginyeria va ser de tan alta qualitat que, després del terratrèmol de 1988 que va paralitzar la república sencera, el Metro va estar en disposició de prestar servei l'endemà encara que havia sofert certs danys de menor importància. No obstant això va suposar la fi de la major part dels projectes d'extensió de la xarxa, ja que tots els recursos van ser invertits en la reconstrucció de la infraestructura destruïda en altres parts d'Erevan i la resta d'Armènia.

### Cronologia
| Tram                               | Inauguració            |
| ---------------------------------- | ---------------------- |
| Barekamutiun-Sasuntsi David        | 8 de març de 1981      |
| Hanrapetutian Hraparak             | 26 de desembre de 1981 |
| Sasuntsi David-Gortsaranain        | 11 de juliol de 1983   |
| Gortsaranain-Shengavit             | 26 de desembre de 1985 |
| Shengavit-Garegin Njhdehi Hraparak | 1 de gener de 1987     |
| Zoravar Andranik                   | 2 de desembre de 1989  |
| Shengavit-Charbakh                 | 26 de desembre de 1996 |

La ruta N.B Shengavit-Charbakh opera com un servei de transport separat.

### Canvis de nom
| Estació                  | Nom anterior        | Anys      |
| ------------------------ | ------------------- | --------- |
| Marshal Baghramian       | Saralandzhi         | 1981-1982 |
| Hanrapetutian Hraparak   | Lenin Hraparak      | 1981-1992 |
| Garegin Njhdehi Hraparak | Spandaryan Hraparak | 1987-1992 |
| Zoravar Andranik         | Hoktemberyan        | 1989-1992 |

## Galeria

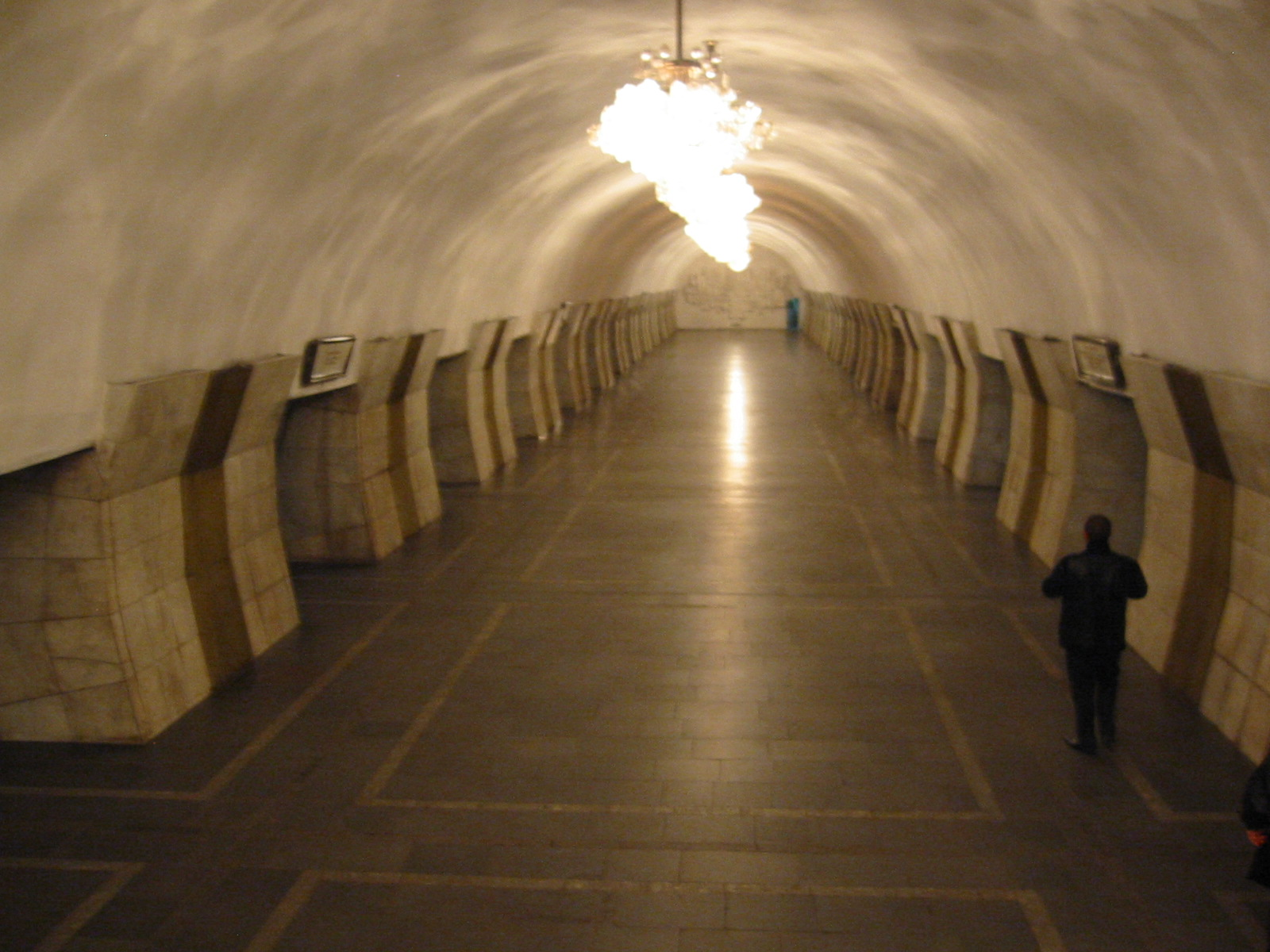
Estació de Yeritasardakan.
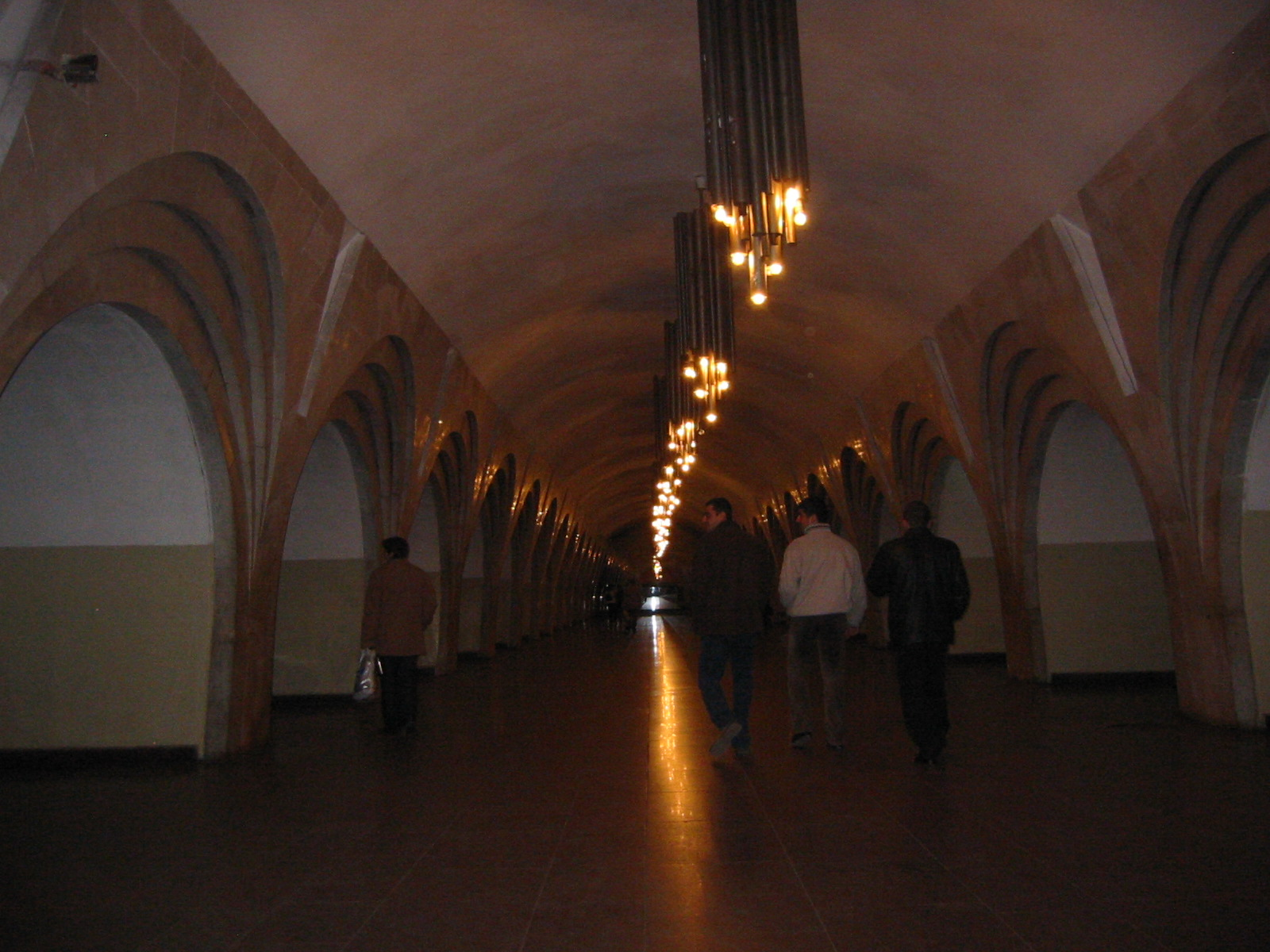
Estació Hanrapetutyan Hraparak.
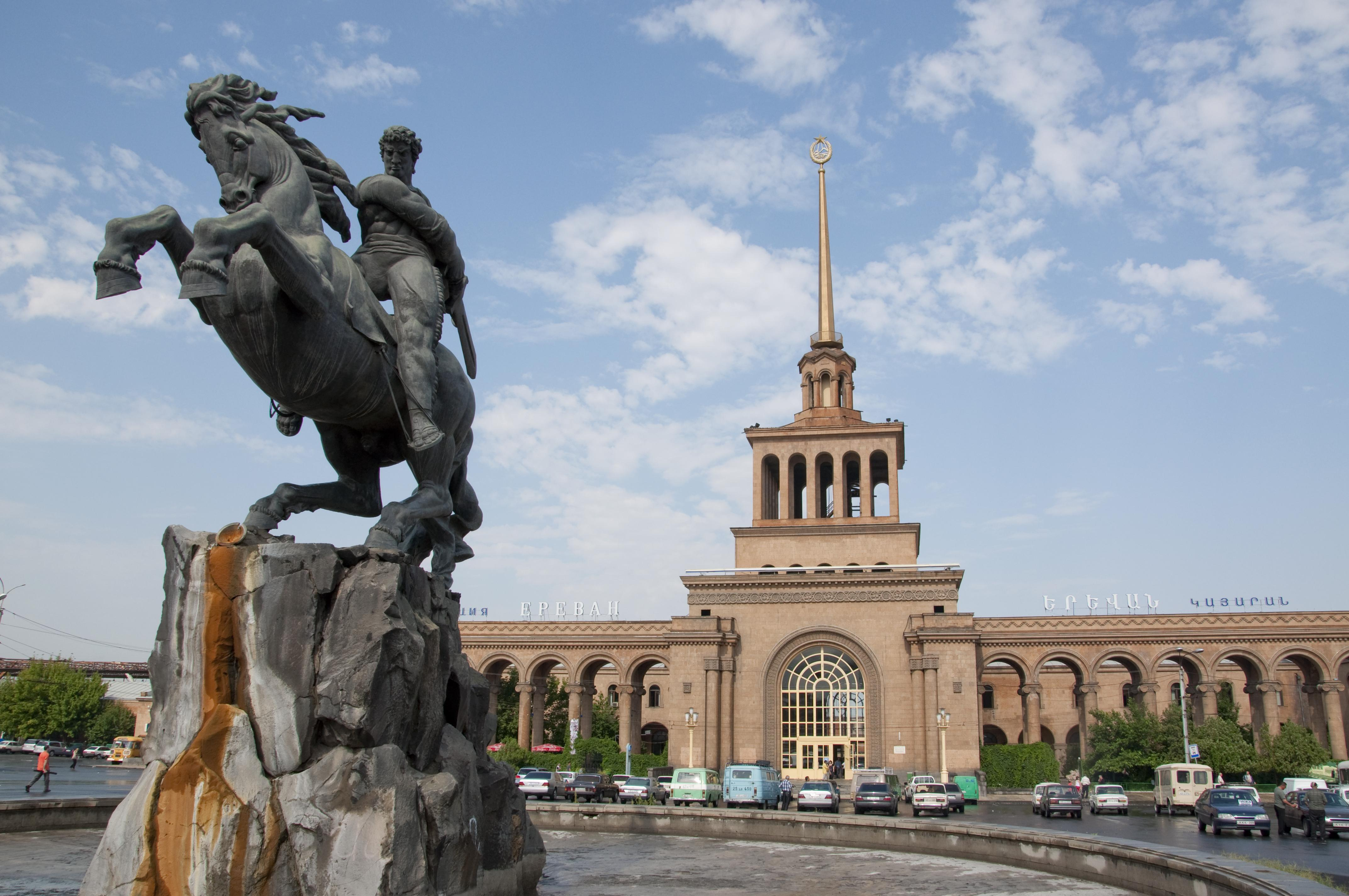
Estàtua de David de Sasun en l'estació central d'Erevan.
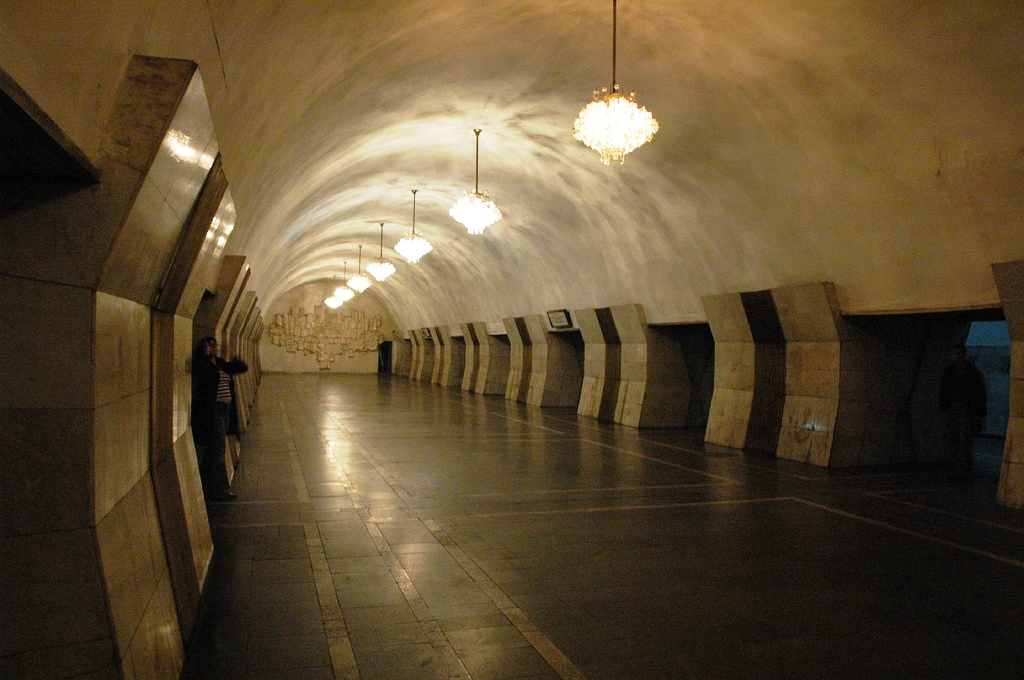
Estació Eritasardakan.
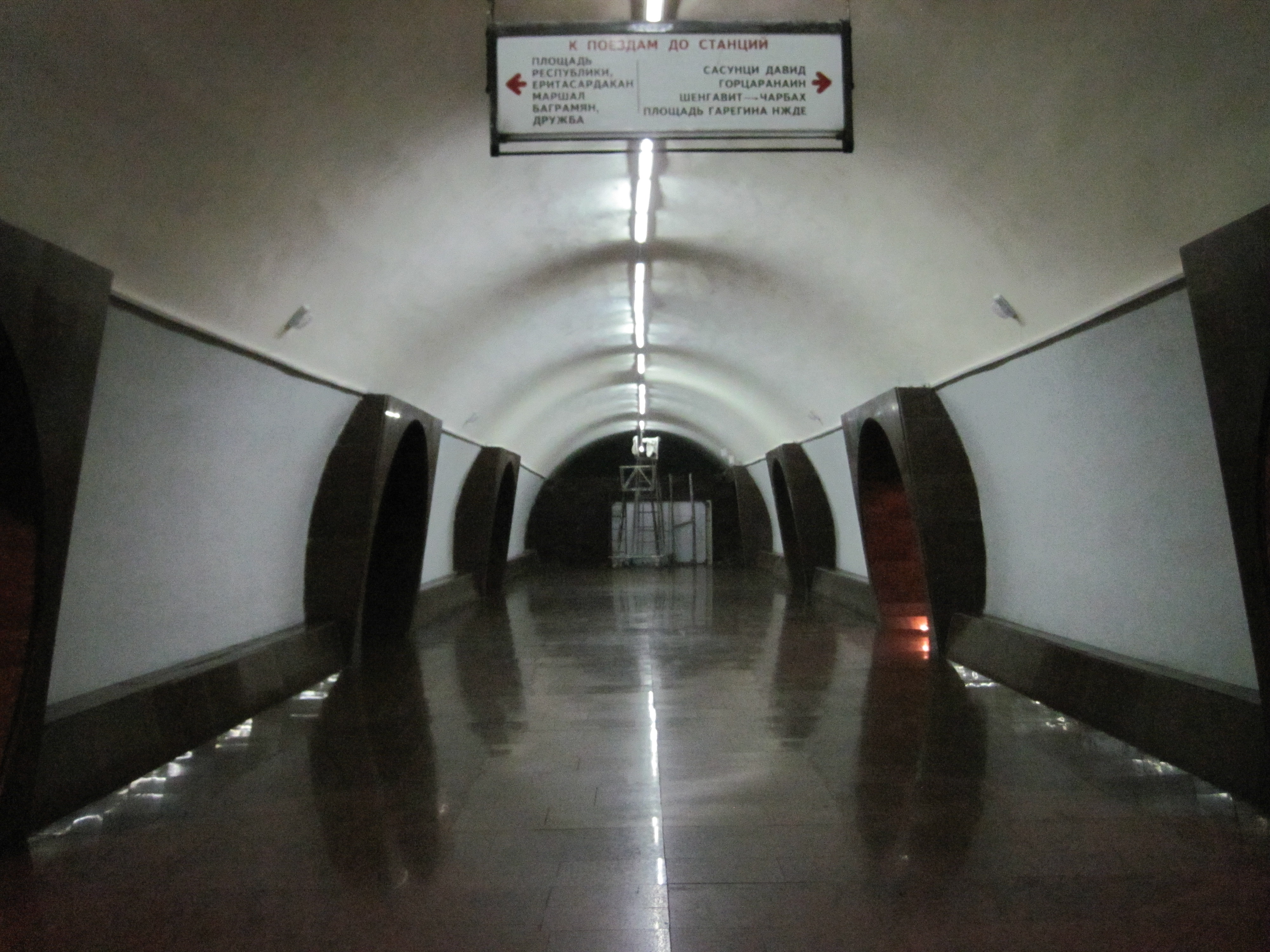
Estació Zoravar Andranik.